# Rue des Écoles (Reims)
Pour l’article homonyme, voir Rue des Écoles.
La rue des Écoles est une voie de la commune de Reims, située au sein du département de la Marne, en région Grand Est.

## Situation et accès
Elle appartient administrativement au Cernay Jamin - Jean Jaurès - Épinettes.

## Origine du nom
Elle porte ce nom en référence au groupe scolaire Jamin qui s'y trouve depuis 1914. La précédente rue des écoles de Reims ayant disparu pour prolonger la rue de Monsieur en 1849.

## Bâtiments remarquables et lieux de mémoire

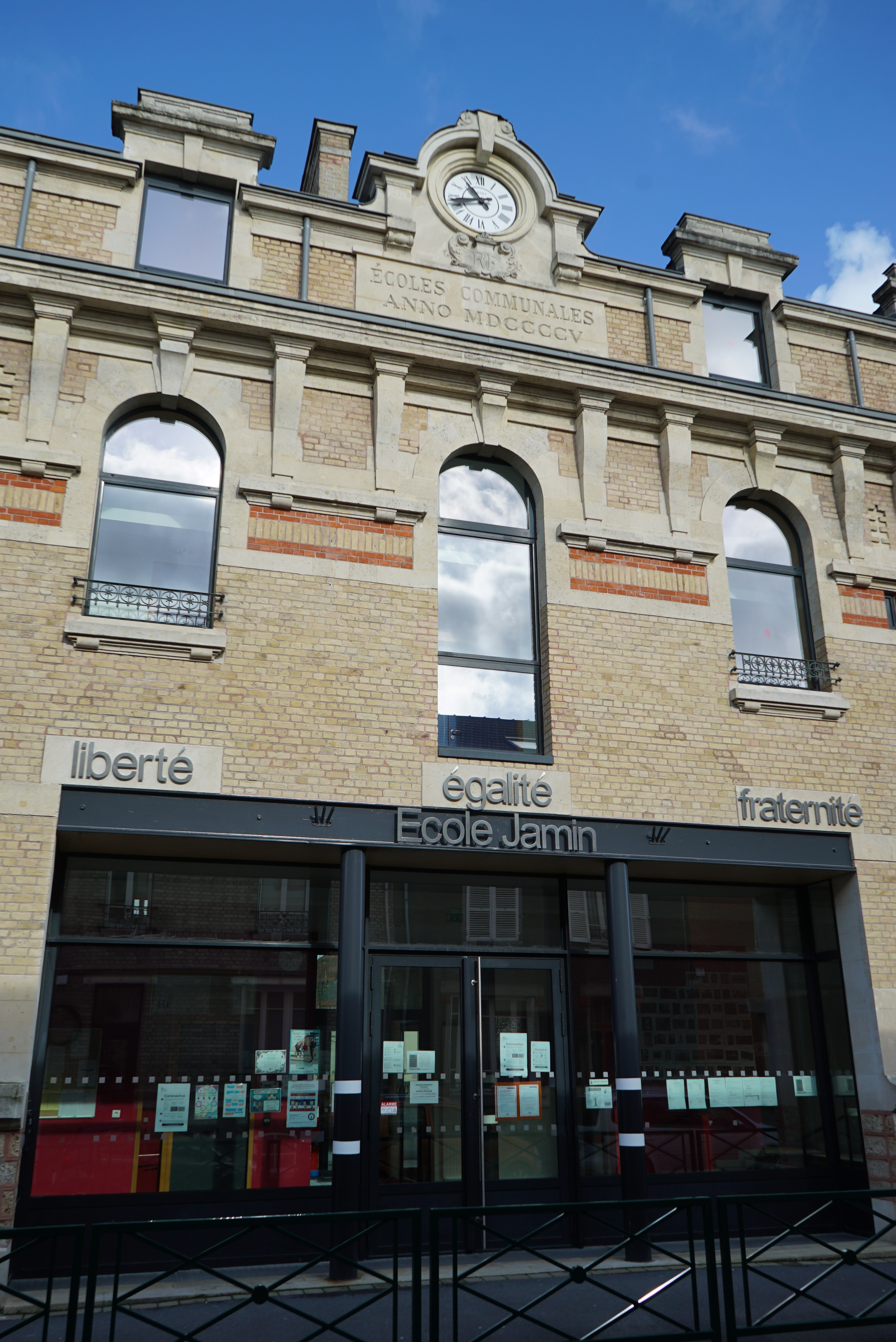
Ecole primaire.